# Gliese 283
Gliese 283 (GJ 283) es un sistema  binario formado por una enana blanca y una enana roja.
Está encuadrado en la constelación de Puppis, la popa del Argo Navis, y se encuentra a 30,3 años luz del sistema solar.

## Enana blanca
La componente principal del sistema, GJ 283 A o WD 0738-172, es una enana blanca de tipo espectral DAZ6.6 y magnitud aparente +12,9.
El helio el elemento predominante en su atmósfera.
Dado que las enanas blancas son remanentes estelares que no generan energía por fusión nuclear, sino que radian al exterior el exceso de calor a un ritmo constante, con el tiempo su temperatura superficial va descendiendo.
GJ 283 A tiene una temperatura efectiva de 7590 ± 200 K y una edad —como remanente estelar— de 1500 millones de años.
Se piensa que la estrella progenitora tenía una masa inicial de 1,93 masas solares y que permaneció en la secuencia principal durante 900 millones de años, por lo que la edad total de GJ 283 A es de 2400 millones de años.
Su luminosidad equivale al 0,046% de la luminosidad solar y posee una masa de 0,62 ± 0,03 masas solares, valor habitual entre las enanas blancas.

## Enana roja
La enana roja del sistema, denominada GJ 283 B (LHS 234), tiene magnitud aparente +16,4.
De tipo espectral M6.5V, su temperatura superficial es de sólo 2530 ± 47 K.
Su luminosidad bolométrica —que incluye la luz infrarroja emitida— equivale al 0,09% de la del Sol.
La separación entre GJ 283 A y B es de 21 segundos de arco, que equivale a una distancia entre ambos objetos igual o superior a 195 UA.